# Hofanlage Wienbergen 31

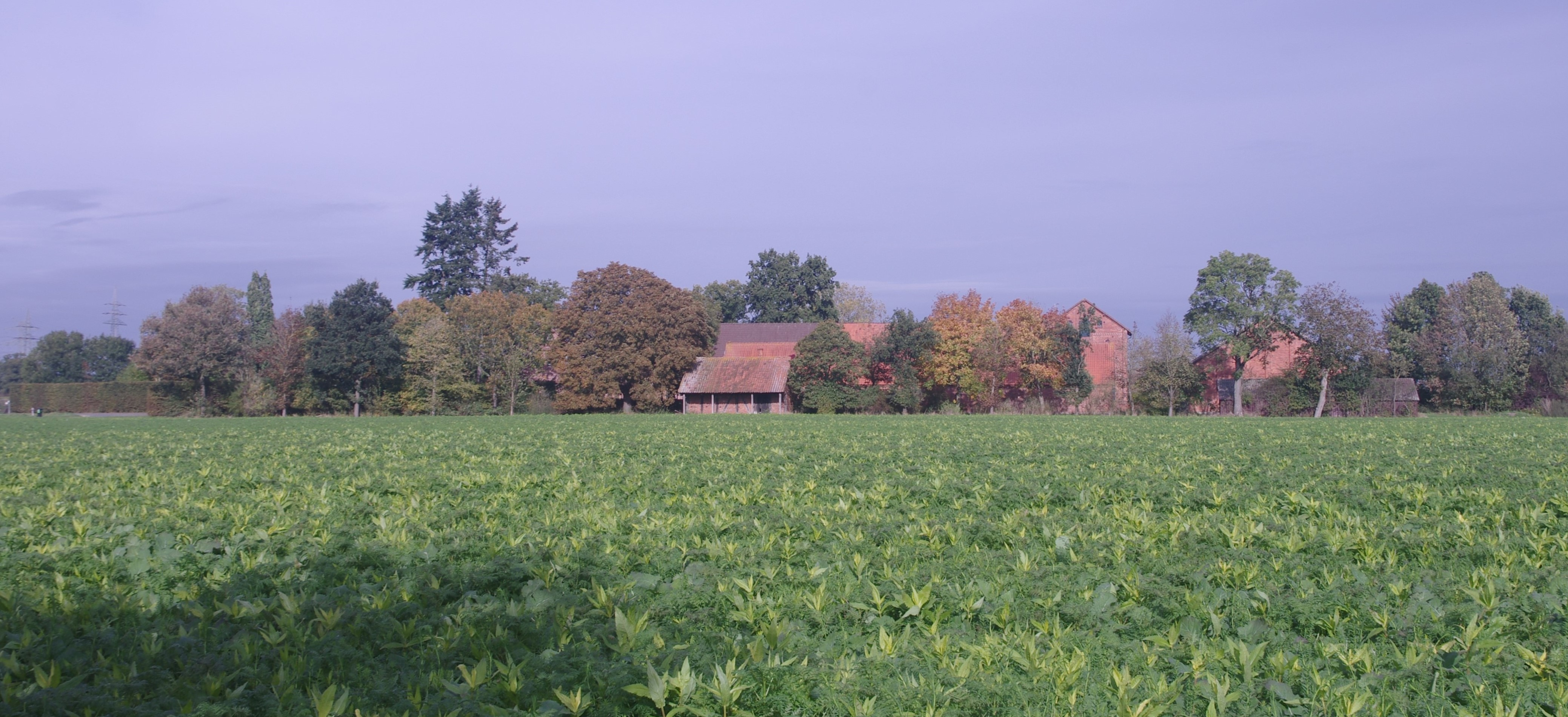
Hofanlage Wienbergen 31

Die Hofanlage Wienbergen 31 direkt an der Weser in Hilgermissen-Wienbergen in der niedersächsischen Samtgemeinde Grafschaft Hoya stammt u. a. vom Ende des 19. Jahrhunderts.
Aktuell (2023) wird die Anlage auch landwirtschaftlich genutzt sowie als Hundeschule und Pension.
Die Gebäude stehen unter Denkmalschutz (siehe auch Liste der Baudenkmale in Hilgermissen).

## Beschreibung
Die Anlage um einen langgestreckten rechteckigen Hof besteht aus:
- dem eingeschossigen massiven Wohngebäude von 1890 auf hohem Sockel mit Satteldach,
- der Scheune von um 1890 als Ziegelbau mit Satteldach,
- dem Stall von um 1890 als äußerlich vollständig erhaltenem Ziegelbau mit dezentem Backsteintrauffries und mit Satteldach, umgenutzt zu Schulungszwecken des THW,
- dem freistehenden oktogonalen Göpel aus dem 18. Jahrhundert in Fachwerk mit Steinausfachungen und hohem Zeltdach zum Antrieb unterschiedlicher Arbeitsmaschinen,
- und der Mühle an der Weser von 1890
- sowie weiteren nicht denkmalgeschützten jüngeren Gebäuden.

Das Landesdenkmalamt befand: „… geschichtliche Bedeutung … als gewachsene Hofanlage …“